# Régiment de marche du Tchad
Le régiment de marche du Tchad est un régiment d'infanterie de l'Armée de terre française.
Créé pendant la Seconde Guerre mondiale, il appartient aux troupes de marine et est distingué comme compagnon de la Libération.
Depuis le 1er juillet 2010, il est implanté à Meyenheim, entre Colmar et Mulhouse, au sein de l'ancienne base aérienne 132. Il est mécanisé sur véhicules blindés de combat d'infanterie (VBCI).

## Historique

### Seconde Guerre mondiale
Il est créé au Maroc en juillet 1943 à partir du personnel métropolitain du régiment de tirailleurs sénégalais du Tchad (RTST) et des éléments métropolitains et européens ralliés en Afrique du Nord, sous le commandement du colonel Dio. Le RTST avait participé à partir de 1940 aux opérations menées par le colonel Lerclerc en Libye italienne à partir du Tchad. Après la prise de Koufra, les hommes présents font le serment demandé par Leclerc : « Jurez de ne déposer les armes que lorsque nos couleurs, nos belles couleurs, flotteront sur la cathédrale de Strasbourg »[réf. souhaitée]. Par décision du 17 janvier 1944, le régiment de marche du Tchad est proclamé héritier des traditions du régiment de tirailleurs sénégalais du Tchad. La croix de guerre avec deux palmes et la fourragère aux couleurs de la croix de guerre sont ainsi conférées au drapeau du régiment de marche du Tchad ».

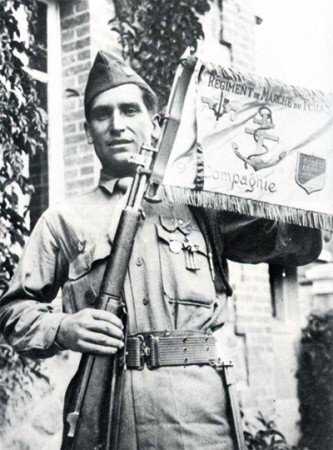
Le fanion de la 9e compagnie, présenté pendant la guerre par un ancien républicain espagnol.

Constitué en trois bataillons et équipé comme un régiment américain mécanisé sur Halftracks, le RMT devient le régiment d'infanterie de la 2e division blindée, commandée par le général Leclerc. 
Par opposition aux ex-vichystes de l'Armée d'Afrique, de nombreux étrangers des corps francs d'Afrique, dont des républicains espagnols anciens de la guerre civile espagnole, rejoignent les rangs du RMT. Ils étaient majoritaires dans le 3e bataillon, dit « le bataillon espagnol » et commandé par Joseph Putz, ancien brigadiste. La 9e compagnie, commandée par le capitaine Raymond Dronne était essentiellement constituée d'anarchistes espagnols, d'où son surnom « La Nueve » (soit le chiffre neuf en espagnol). 
Pendant presque un an, les soldats de Leclerc vont s'approprier leurs nouveaux matériels et à compter de 1944[réf. nécessaire], la 2e DB va se diriger vers la Grande-Bretagne en navires dont le Franconia (en), un paquebot réquisitionné. En attendant le débarquement, le RMT est stationné et poursuit son entraînement dans la région de Hull.

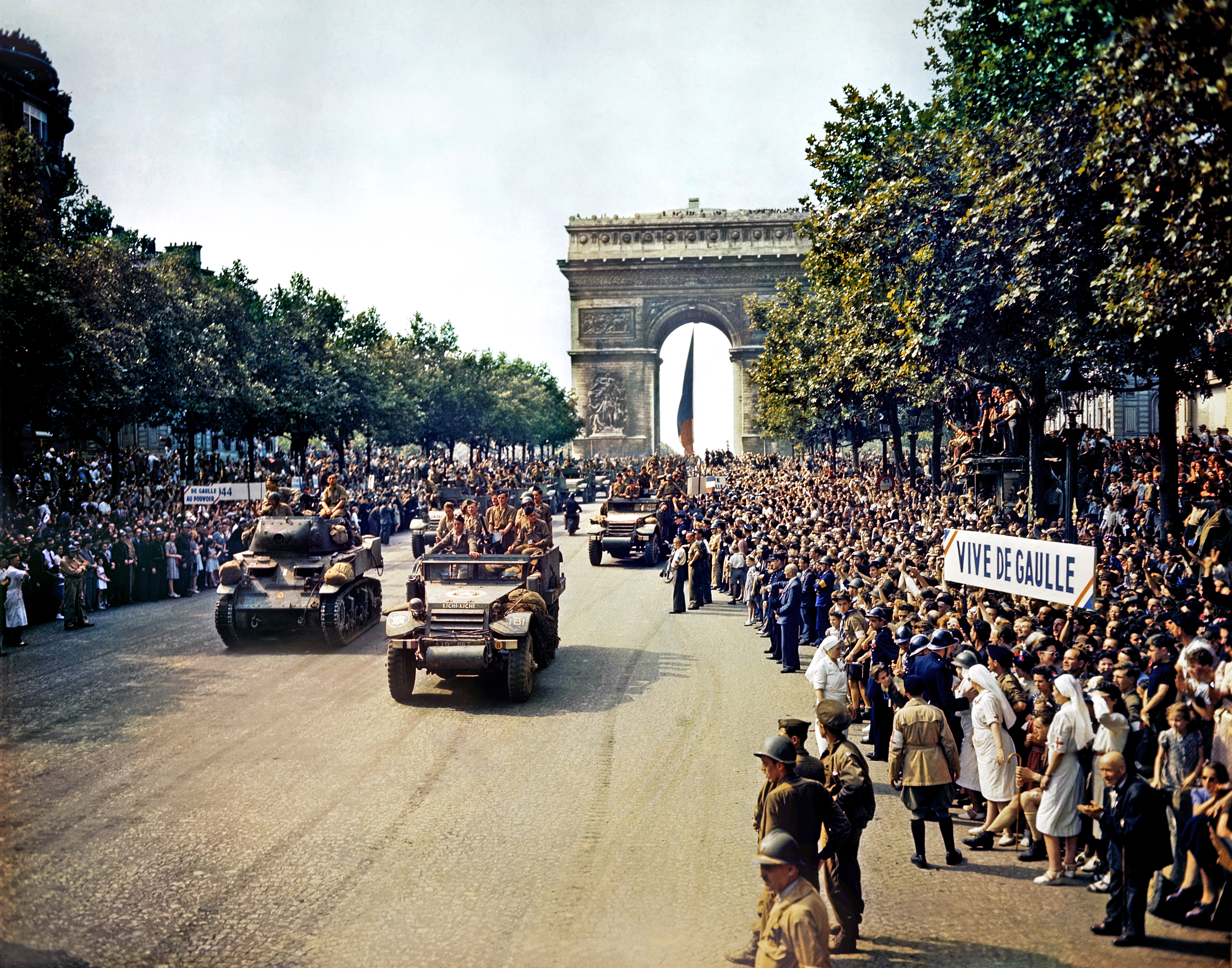
Halftracks du RMT défilant sur les Champs-Élysées le 26 août 1944.

En appui du Ve corps d'armée US du Gal Patton, la 2e DB débarque le 1er aout 1944 sur la plage d'Utah-Beach à Saint-Martin-de-Varreville. Le 12 aout, Alençon est libérée. Le 24 août, la Nueve, aux ordres du CNE Dronne, est la première à rentrer dans Paris avec les chars du 501e RCC. Le 26, la 2e DB défile sur les Champs-Élysées. Le 12 septembre, marsouins et camarades de la 2e DB livrent de durs combats dans les Vosges.
Après trois mois de combats, la 2e DB libère le reste de l'Est de la France. Le serment de Koufra est accompli le 23 novembre 1944 lorsqu'un drapeau français est hissé par un spahi du 1er régiment de marche de spahis marocains sur la cathédrale.

### Après-guerre
D'octobre 1945 à novembre 1946, le IVe bataillon du RMT est déployé en Indochine au sein du groupement de marche de la 2e division blindée.
Rattaché au groupement blindé no 2 et réduit sous le nom de Ier bataillon du régiment de marche du Tchad (I/RMT), il est stationné à Pontoise de 1948 à 1968[réf. souhaitée]. En août 1955 le bataillon est envoyé au Maroc sous le nom de bataillon du Tchad.
En 1968, le RMT prend garnison à Bruyères-le-Châtel / Ollainville / Linas (camp dit de Montlhéry) jusqu'en 1996, garnison qu'il partageait alors avec le 121e régiment de train et le 1er Rama (régiment d'artillerie de Marine, alors équipé en 155AUF1). Le 121e était cantonné côté Linas, le 1er Rama au centre, et le RMT côté Bruyères, avec sur deux flancs le circuit autodrome de Montlhéry, et la forêt du domaine départemental de la roche Turpin. L'ensemble, très boisé permettait de mener des périodes d'instruction en conditions. La garnison était particulièrement chargée de la protection du CEA de Bruyères le Châtel. Les deux régiments de Marine accueillaient une population importante d'appelés en provenance de l'ouest (Bretagne et Normandie) et des DOM-TOM (la Réunion), idem au niveau des sous-officiers. Le quartier Koufra est nommé ainsi en référence au serment[réf. nécessaire].
En 1985, le RMT se déploie à Djibouti, puis à Berlin en 1986. La même année, des éléments sont envoyés au Côte d'Ivoire. En 1987, le RMT projette des forces en Nouvelle-Calédonie et en Côte d'Ivoire[réf. nécessaire].
En 1989, le RMT envoie des hommes en Allemagne à l'occasion de la chute du Mur de Berlin[réf. nécessaire]. En 1990, des hommes sont déployés au Koweït[réf. nécessaire].
En 1993, en 1995, en 1997 et en 1998, le régiment envoie ses éléments en Bosnie-Herzégovine. En 1995, ses forces sont également déployées en Martinique, tout comme en 1999. En 1999 et en 2000, le RMT se déploie au Kosovo[réf. nécessaire].
En 1997, la garnison du régiment est installée à Noyon, en Picardie.

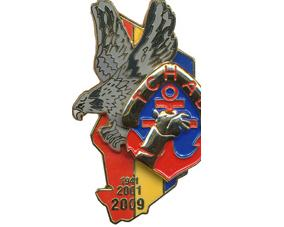
Insigne des déploiements du RMT au Tchad dans l'opération Épervier, avec les dates 1941, 2001 et 2009.

En 2001, le RMT se déploie au Tchad (opération Épervier). En 2002, le régiment est projeté en Côte d'Ivoire et en Macédoine. En 2003, il est déployé au Kosovo et en République centrafricaine. L'année suivante il est à nouveau déployé au Kosovo[réf. nécessaire].
En 2005, le RMT participe à l'opération "PAMIR XII" en Afghanistan au sein des forces de l'OTAN. Il est également déployé en Guyane et en Côte d'Ivoire[réf. nécessaire].

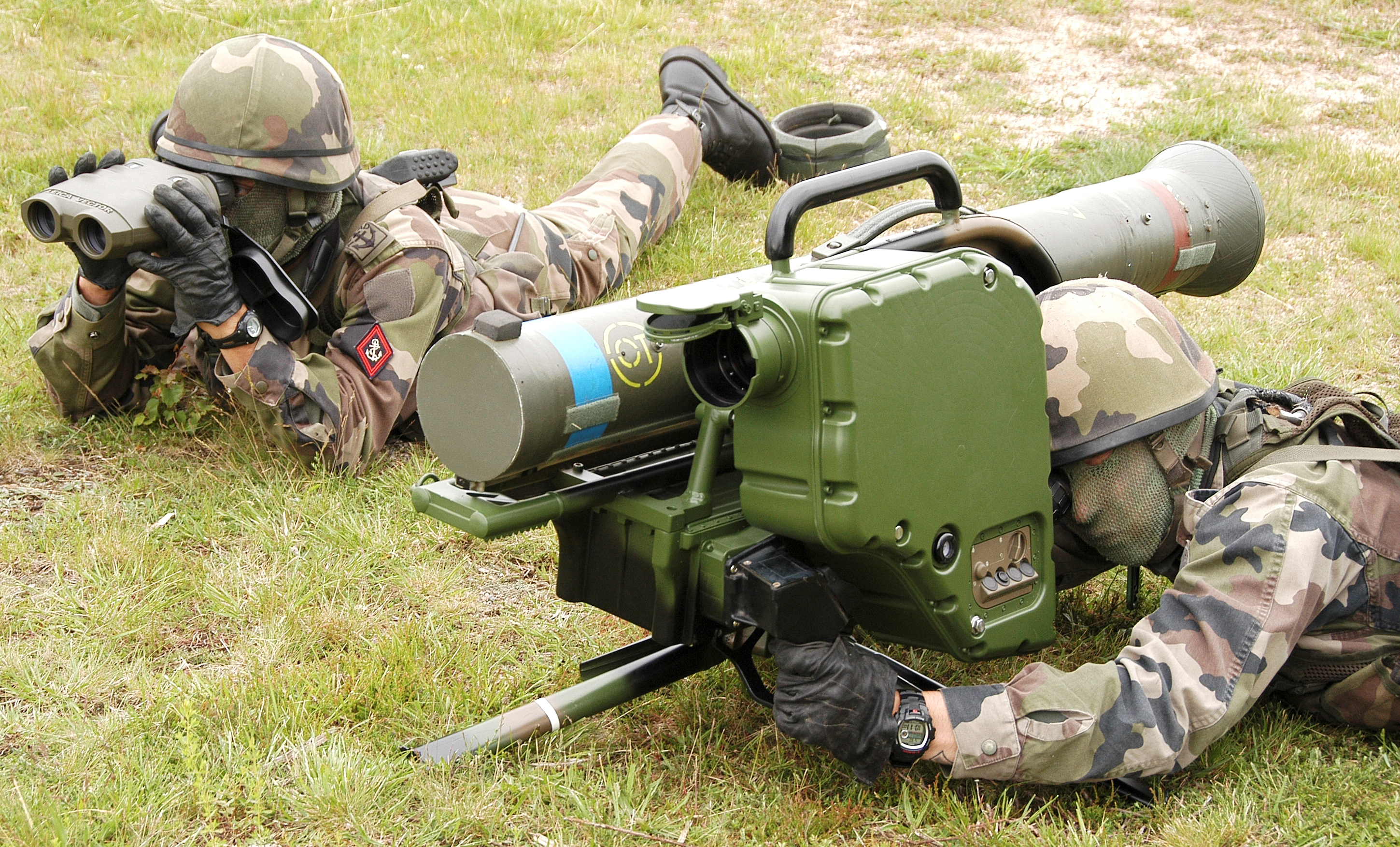
Poste de tir Milan du RMT présenté en France en 2007.

En 2006, il est engagé au Liban au sein de la force intérimaire des Nations unies au Liban FINUL. En 2007, il intervient au Kosovo, en Côte d'Ivoire et au Sénégal[réf. nécessaire]. En mai 2008, le régiment a été projeté simultanément en Afghanistan (opération "PAMIR XIX") et au Liban (opération "DAMAN VI").
Le 18 août 2008, lors d'une opération de reconnaissance, des marsouins parachutistes du 8e RPIMa ainsi que des éléments alliés sont violemment pris à partie lors d’une embuscade tendue par les forces talibanes à 50 km à l’est de Kaboul dans la vallée d'Uzbin (nord du district de Surobi 34° 36′ N, 69° 44′ E
). Durant les premières minutes de l’accrochage, neuf soldats français sont tués dont huit parachutistes du 8e RPIMa et un auxiliaire sanitaire du 2e régiment étranger de parachutistes qui accompagnait alors l’élément de tête. Le lendemain, un dixième militaire du Régiment de marche du Tchad, le caporal Melam Baouma, trouve la mort quelques heures plus tard dans l'accident d'un blindé qui se renverse. Selon la présidence française, vingt-et-un autres militaires français sont blessés durant l'accrochage. Les pertes infligées aux talibans s’élèveraient à une trentaine de morts ainsi qu’une trentaine de blessés dont un important cadre taleb.
Le régiment est à nouveau déployé au Tchad en 2009.
En 2010, le régiment s'installe à Meyenheim, en Alsace, sur l'ancienne Base aérienne 132 Colmar-Meyenheim renommée Quartier Colonel Dio. En 2011, le régiment est déployé en Côte d'Ivoire, au Tchad et en Afghanistan. En 2012, des éléments sont projetés au Liban et aux Émirats arabes unis, puis l'année suivante aux Émirats et au Qatar. En 2014, déployé au Tchad et en République centrafricaine, le régiment rejoint l'Opération Serval au Mali. En 2015, il participe à l'EUFOR RCA puis l'année suivante à l'Opération Sangaris[réf. nécessaire].
À la suite des nombreux événements terroristes en France, l'hexagone est devenu un théâtre d'opération extérieur à part entière. Dans le cadre de l'opération sentinelle le régiment de marche du Tchad vient en appui des forces de l'ordre pour sécuriser le pays. Ainsi, il a été projeté dans le département des Pyrénées-Orientales, dans le Nord, à Paris, etc.
En 2017-2018, des détachements du RMT sont déployés au Mali (Opération Barkhane) et en 2019-2020 en Irak. En 2020, le régiment envoie des éléments en Estonie, au Gabon, au Burkina Faso et aux Émirats arabes unis. En 2021, ils vont en République de Côte d'Ivoire, au Mali, au Gabon, au Sénégal, à Djibouti et au Bénin[réf. nécessaire].

## Le régiment aujourd'hui

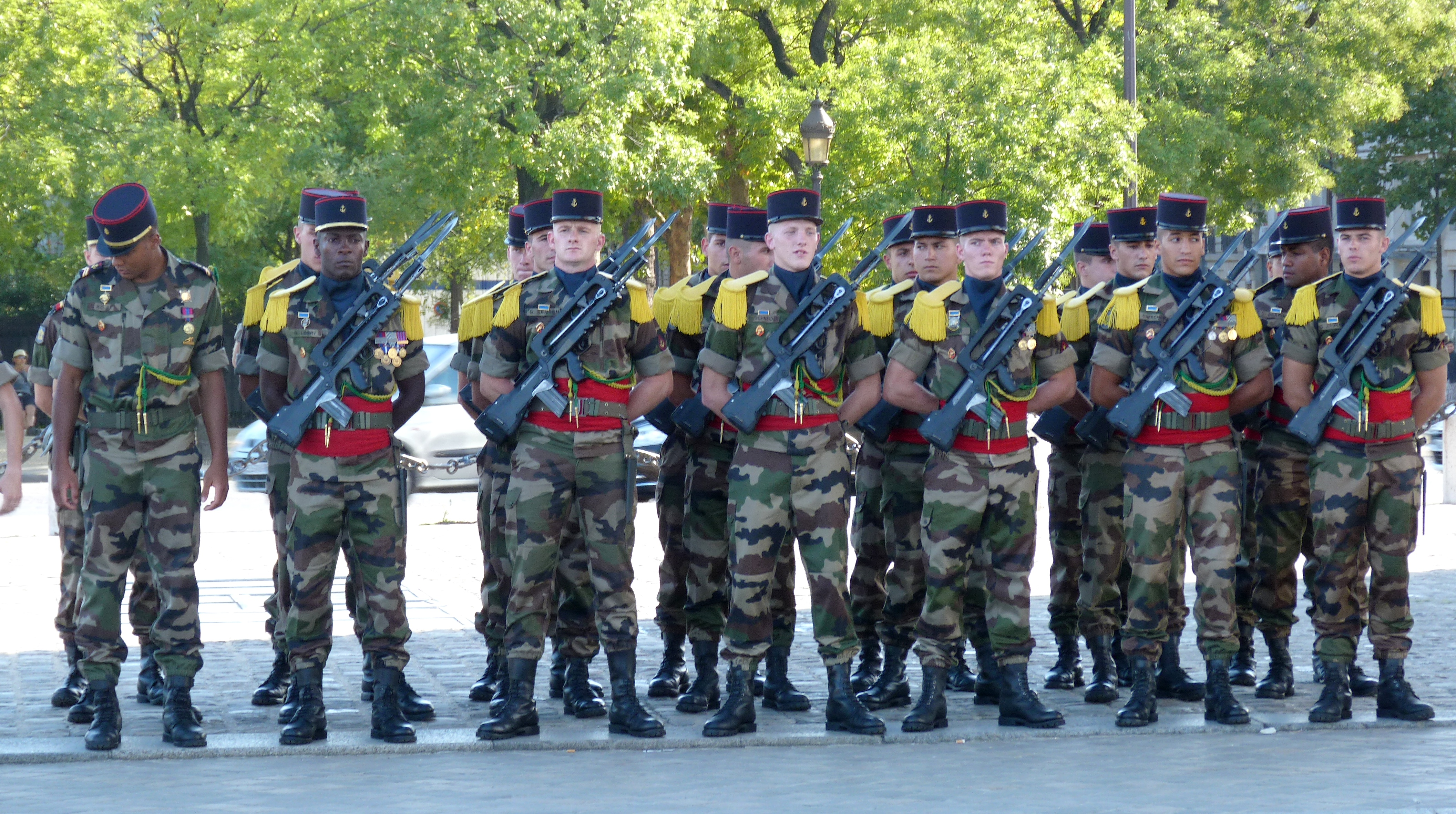
Militaires du RMT en 2011.

### Subordinations
Le régiment est subordonné à la 2e brigade blindée de la 3e division.
Son soutien est assuré par le groupement de soutien de la base de défense de Strasbourg - Haguenau - Colmar.

### Composition
Le régiment compte dans ses rangs 1 000 militaires et civils. Il est composé d'une compagnie de commandement et logistique (CCL) les "Atlas", une compagnie d'appui (CA) les « milans », de cinq compagnies de combat et d'une compagnie de réserve (9e compagnie).
- La première compagnie de combat : les « cobras » du Tchad ;
- La deuxième compagnie de combat : les « démons » du Tchad ;
- La troisième compagnie de combat : les « scorpions » du Tchad ;
- La quatrième compagnie de combat : les « dragons » du Tchad ;
- La cinquième compagnie de combat : les « lynx » du Tchad ;
- La neuvième compagnie de réserve : les « loups » du Tchad

## Inscriptions sur son drapeau

Drapeau

Son drapeau reprend, fait peu commun dans l'Armée Française, trois noms de batailles auxquelles son régiment père, le Régiment de tirailleurs sénégalais du Tchad, a participé :
- Koufra - 1941 ;
- Fezzan - 1942 ;
- Sud-Tunisien - 1943.

Et pour y voir participé en propre :
- Alençon, 1944 ;
- Paris, 1944 ;
- Strasbourg, 1944.

## Décorations

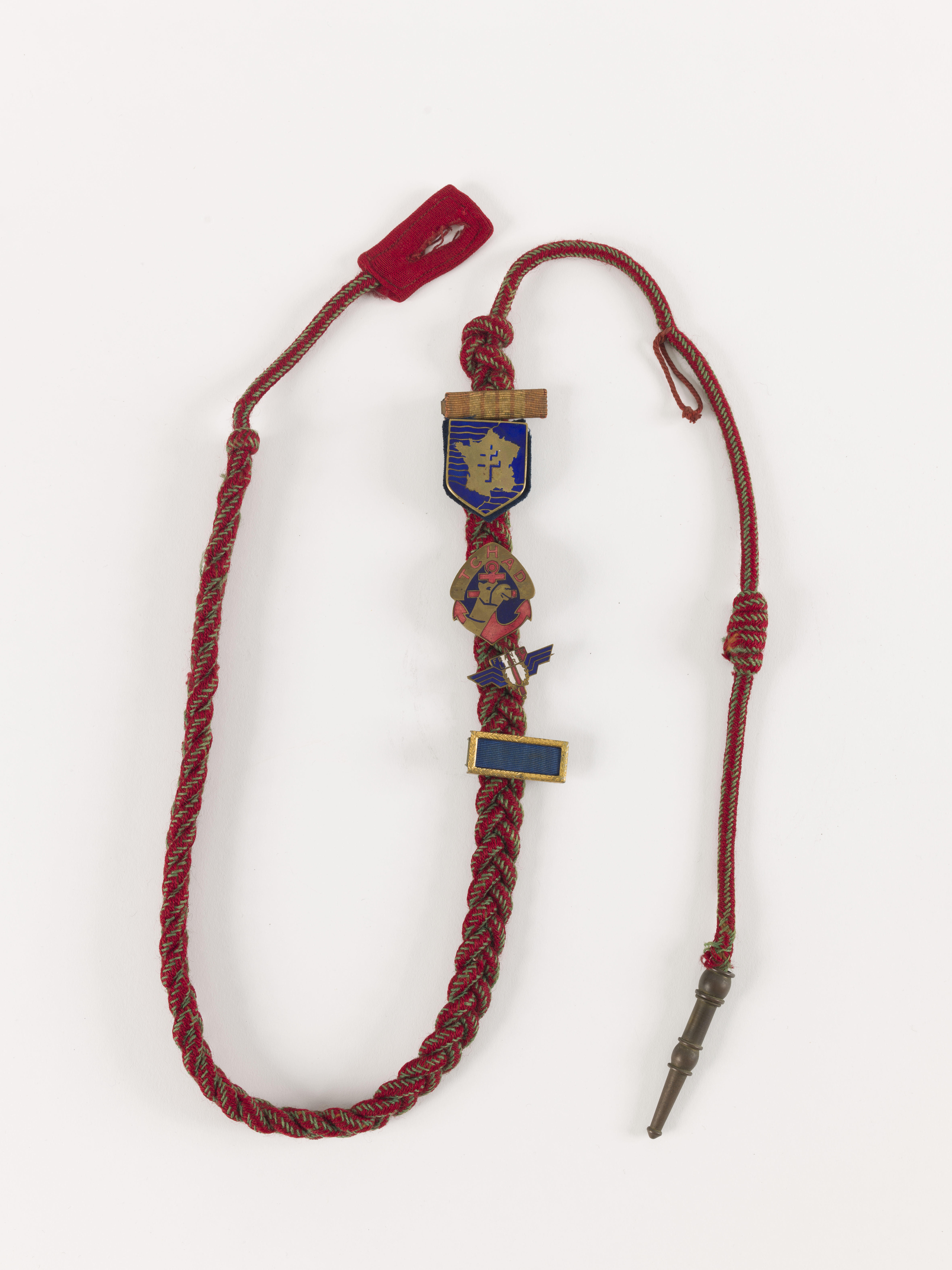
Fourragère non réglementaire, aux couleurs de la croix de guerre 1939-1945, portée au RMT à la fin de la Seconde Guerre mondiale.

- Le régiment en lui-même[14] est Compagnon de la Libération depuis le 12 juin 1945.
- Croix de guerre 1939-1945, attribuée avec 4 palmes (dont les 2 palmes à l'ordre des Forces françaises libres attribuées au Régiment de Tirailleurs Sénégalais du Tchad (RTST) pour les victoires acquises de 1941 à 1943 en Libye et en Tunisie).
- Croix de la Valeur Militaire avec palme.
- Fourragère aux couleurs du ruban de la Médaille militaire avec olive aux couleurs du ruban de la Croix de guerre 1939-1945.
- Fourragère aux couleurs du ruban de la croix de l'Ordre de la libération depuis le 18 juin 1996.
- Presidential Unit Citation (PUC)

## Insigne
« Fronton de porte mauresque d’or à l’inscription en capitales de gueules « TCHAD », surmontant une ancre du même sur champ d’azur, à la tige en forme de croix de Lorraine, chargée d’une tête contournée de chameau d’argent »

## Chefs de corps
- 1942/43 : Colonel François Ingold ;
- 1943/46 : Colonel Louis Dio ;
- 1946 : Commandant André Lavergne;
- 1946/48 : Lieutenant-colonel Jean Fournier ;
- 1948 : Lieutenant-colonel Jean Morvan ;
- 1948 : Commandant Jean Beillard ;
- 1949/51 : Commandant Marcel Dupin ;
- 1951/52 : Lieutenant-colonel Roger Fournier ;
- 1952/54 : Lieutenant-colonel Raymond Thiers ;
- 1954 : Commandant Jacques Foubert ;
- 1954/58 : Lieutenant-colonel Jean Bley ;
- 1958/59 : Lieutenant-colonel Gustave Bouyer ;
- 1959/61 : Commandant Francis Bourriquen ;
- 1961/64 : Lieutenant-colonel Jean-Marie Héliot ;
- 1964 : Lieutenant-colonel Paul Lartigues ;
- 1964/66 : Colonel Jean Bellec, compagnon de la Libération ;
- 1966/68 : Colonel Roger Ravel ;
- 1968/70 : Colonel Pierre Bégué ;
- 1970/72 : Colonel Michel Noël du Payrat ;
- 1972/74 : Colonel Paul Cavarrot ;
- 1974/76 : Colonel Jean Muller ;
- 1976/78 : Colonel Jean-François Gin ;
- 1978/80 : Colonel Jacques Bouvet ;
- 1980/82 : Colonel Jean Élie ;
- 1984/86 : Colonel Gérard Roques ;
- 1986/88 : Colonel Christian Vaganay ;
- 1988/90 : Colonel Alain Cartron ;
- 1990/92 : Colonel Jean-Louis Wintrebert ;
- 1992/94 : Colonel Jean-Paul Richard ;
- 1994/96 : Colonel Jean-Paul Michel ;
- 1996/98 : Colonel Eric de Stabenrath ;
- 1998/2000 : Colonel Philippe Bonnel ;
- 2000/2002 : Colonel Michel Rochelet ;
- 2002/2004 : Colonel Bertrand de Reboul ;
- 2004/2006 : Colonel Thierry Ducret ;
- 2006/2008 : Colonel Olivier de Cevins ;
- 2008/2010 : Colonel Henry de Medlege ;
- 2010/2012 : Colonel Philippe François ;
- 2012/2014 : Colonel Aymeric Tardieu de Maleissye Melun ;
- 2014/2016 : Colonel François Beaucournu :
- 2016/2018 : Colonel Emmanuel Antoine
- 2018/2020 : Colonel Patrick Lamiral
- 2020/2022 : Colonel Renaud Merlin
- 2022/2024 : Colonel Jacques de Sorbier
- Depuis 2024: Colonel Florian de la Tousche

## Traditions
Le serment de Koufra
- Le régiment de marche du Tchad célèbre la victoire de Koufra, première victoire de la France libre le 2 mars 1941, jour du serment collectivement fait autour du général Leclerc, et acte fondateur de l'unité dans sa dénomination actuelle.
- Il est appelé le « régiment du serment » à la suite de la promesse faite à Koufra par le colonel Leclerc « Jurez de ne déposer les armes que lorsque nos couleurs, nos belles couleurs, flotteront sur la cathédrale de Strasbourg ». Effectivement, le régiment, héritier du régiment de tirailleurs sénégalais du Tchad, participa entre autres à la libération de Paris puis à celle de Strasbourg.
- Héritier des traditions du régiment de tirailleurs sénégalais du Tchad, les militaires du rang et les sous-officiers subalternes (caporaux et caporaux-chef) ont droit au port de la ceinture écarlate réservée aux seuls régiments dit indigènes, le RMT étant, depuis juillet 1943, un régiment dit européen .

## Personnalités ayant servi au régiment de marche du Tchad
- Henri Leclerc de Hauteclocque, fils du général Leclerc, mort pour la France en Indochine.
- Jean-Pierre Kelche, ancien chef d'état-major des armées.
- Henri Bentégeat (né en 1946), ancien chef d'état-major des armées (2002-2006), a commandé le 3e escadron de 1974 à 1977.

En tant qu'unité militaire décorée de la Croix de la Libération, le RMT a compté dans ses rangs 69 officiers, sous-officiers et hommes de troupe  faits Compagnons de la Libération à titre individuel parmi lesquels 16 sont morts pour la France durant la seconde guerre mondiale ou les conflits suivants :
- Paul Batiment (1920-1944), Mort pour la France le 1er novembre 1944 à Baccarat
- Jean de Bazelaire de Ruppierre (1916-1943), Mort pour la France le 22 octobre 1943 près de Constantine
- Antoine Bissagnet (1905-1944), Mort pour la France le 10 août 1944 à Doucelles
- Jean-Marie Corlu (1912-1944), Mort pour la France le 30 août 1944 à Bobigny
- Albert Eggenspiller (1915-1955), Mort pour la France le 3 juin 1955 à Hué
- Paul Gauffre (1910-1944), Mort pour la France le 12 septembre 1944 à Vittel
- André Geoffroy (1911-1944), Mort pour la France le 30 septembre 1944 à Roville-aux-Chênes
- Toussaint Gozzi (1919-1946), Mort pour la France le 13 février 1946 à Biên Hòa
- Robert Jumel (1920-1944), Mort pour la France le 2 novembre 1944 à Baccarat
- Alphée Maziéras (1912-1944), Mort pour la France le 18 novembre 1944 à Badonviller
- Joseph Perceval (1911-1952), Mort pour la France le 6 septembre 1952 au Tonkin
- Joseph Putz (1895-1944), Mort pour la France le 28 janvier 1945 à Grussenheim
- René Quantin (1910-1944), Mort pour la France le 10 août 1944 à Mézières-sous-Ballon
- Pierre Schrimpf (1905-1944), Mort pour la France le 19 août 1944 à Argentan
- Daniel Vigneux (1912-1946), Mort pour la France le 28 janvier 1946 à Buôn Ma Thuột
- Jean Vourc'h (1920-1944), Mort pour la France le 29 août 1944 à Voisins-le-Bretonneux

Les autres Compagnons de la Libération ayant combattu dans les rangs du RMT sont (par ordre alphabétique)
- Michel Arnaud (1915-1990)
- René Baudry (1907-1964)
- Lucien Berne (1912-1993)
- Jean Bertoli (1917-1998)
- Paul Bonaldi (1917-2008)
- Augustin Bourrat (1915-1986)
- Raphaël Briard (1914-1980)
- Michel Carage (1921-2008)
- Paul Courounet (1908-1961)
- René Crocq (1920-1989)
- Yves de Daruvar (1921-2018)
- Émile Dehon (1900-1995)
- Jules Detouche (1908-1978)
- Louis Dio (1908-1994)
- Raymond Dronne (1908-1991)
- Raoul Duault (1910-1983)
- Henry Farret (1908-1974)
- Maurice Ferrano (1909-1981)
- Jacques Florentin (1911-1992)
- Roger Grisey (1907-1976)
- Arnault Haudry de Soucy (1921-1994)
- Bernard Hébert (1921-1984)
- François Ingold (1894-1980)
- Maurice Jourdan (1902-1972)
- Henri Karcher (1908-1983)
- Henry Kirsch (1912-1997)
- Jacques Langlois de Bazillac (1912-1950)
- André Lavergne (1913-1993)
- Jean Lucchesi (1918-2004)
- Paul Marson(1906-1987)
- Jacques Massu (1908-2002)
- René Pailleret (1921-1967)
- Edmond Pinhède (1911-1997)
- Roger Podeur (1920-2005)
- Paul Postaire (1915-1962)
- Moïse Priez (1912-1970)
- Robert Quilichini (1912-1979)
- Jean-Gabriel Revault d'Allonnes (1914-1994)
- Mathieu Rogier (1909-1975)
- Yves Rolland (1909-1994)
- Marcel Sammarcelli (1905-1978)
- Maurice Sarazac (1908-1974)
- Jean Silvy (1910-1971)
- Roger Sinaud (1911-1976)
- André Sorret (1918-1949)
- Jean-Louis Sourbieu (1903-1957)
- Aimé Teisseire (1914-2008)
- Fernand Thévenet (1910-2001)
- Lucien Thuilliez (1915-1980)
- René Troadec (1908-1986)
- Henri Verdier (1910-2002)
- Adolphe Vézinet (1906-1996)
- Angel Villerot (1913-2006)
- René Wagner (1907-1999)

## Sources et bibliographie
- Erwan Bergot, La coloniale du Rif au Tchad 1925-1980, Presses de la Cité, 1982  (ISBN 978-2258010338)
- Emmanuel Rigault, Le Régiment de Marche du Tchad (Koufra 1941-Sarajevo 1995), préface du général Massu, avec l'aide du fonds historique Leclerc, Imprimé par Sival-Mavit (Carcassonne), 1996
- Les marsouins de Leclerc - de Koufra à Kaboul de 1941 à 2009, dessins de Pascal Pelletier, scénario de Paul-Louis Ameztoy, 2010  (ISBN 978-2-9537749-0-0)
- Evelyn Mesquida, La Nueve, 24 août 1944 : ces Républicains espagnols qui ont libéré Paris, Le Cherche Midi, 2011 (ISBN 2749120462).